# Stadtspital Triemli
Das Stadtspital Triemli oder Triemli in Zürich war das drittgrösste Krankenhaus im Kanton Zürich und eine Dienstabteilung des Gesundheits- und Umweltdepartements der Stadt Zürich.
Der Stadtrat hat beschlossen, das Stadtspital Waid und Triemli ab 1. September 2021 zu einer städtischen Dienstabteilung zusammenzuführen. Seither gilt der Name Stadtspital Zürich und das Triemli heisst Stadtspital Zürich Triemli (ein Stadtspital Triemli gibt es seither nicht mehr).

## Lage
Das 1970 eröffnete Stadtspital Triemli befindet sich im Stadtteil Wiedikon (Kreis 3), auf dem Gebiet des Quartiers Friesenberg. Im Gegensatz zur Innenstadt liegt der Spitalkomplex (463 m ü. M.) rund 60 Meter über dem Niveau des Zürichsees, im Südwesten der Stadt Zürich, am Fusse des Uetlibergs.

## Einzugsgebiet
Das Triemli zählt zu den grössten Spitälern der Schweiz und ist als Zentrumsspital von überregionaler Bedeutung. Das Triemli unterhält Verträge aus diversen Kantonen.

## Organisation
Das Triemli ist ein öffentliches Spital für alle Versicherungsklassen des KVG und Selbstzahler.
In der schweizerischen Spitallandschaft hat es den Status eines Zentrumsspitals mit überregionalem Wirkungskreis. Das Spital bietet umfassende medizinische, pflegerische und therapeutische Dienstleistungen an.

### Zahlen und Fakten
2018 wurden 12‘710 Operationen durchgeführt. Es wurden 24‘976 Patienten stationär und 170‘376 ambulant behandelt. Das Notfallzentrum sowie den Frauen- und Kindernotfall haben insgesamt 57‘640 Patienten aufgesucht. Ausserdem kamen 2‘160 Kinder zur Welt.

## Departemente
Die Kliniken, Institute und Abteilungen im Stadtspital Triemli sind nach medizinischen und organisatorischen Kriterien in fünf Departemente gegliedert. Ein sechstes Departement bündelt das Management der Bereiche Pflege, Soziales und Therapien.

### Notfall
Das Stadtspital Triemli führt eines der drei grossen Notfallzentren im Kanton Zürich. Das interdisziplinäre Notfallzentrum hat an 365 Tagen rund um die Uhr geöffnet. Dort arbeiten Ärzte aus der Chirurgie und der Inneren Medizin sowie Notfall-Pflegefachpersonen. Das Departement Notfall betreibt eine Notfallstation und eine Notfallpraxis.

### Innere Medizin und Spezialdisziplinen
Im Departement Innere Medizin und Spezialdisziplinen werden Patienten mit Erkrankungen der inneren Organe untersucht und behandelt. In interdisziplinärer Zusammenarbeit wird die medizinische Versorgung im stationären und ambulanten Bereich sichergestellt. Zu diesem Gebiet gehört ebenfalls die Behandlung von onkologischen und kardio-cerebro-vaskulären Erkrankungen.

### Operative Disziplinen
Das Departement Operative Disziplinen vereint alle chirurgischen Disziplinen. Dreh- und Angelpunkt ist der Operationssaal. Dort arbeiten Chirurgen eng mit anderen Fachdisziplinen sowie Teams aus Pflege, Therapie und dem spitalärztlichen Dienst zusammen.

### Frau, Mutter und Kind
Das medizinische Angebot des Departements Frau, Mutter und Kind richtet sich an Frauen in allen Lebensabschnitten sowie an Kinder (und später Jugendliche) von der Geburt bis zum 16. Lebensjahr.

### Transversale Disziplinen
Unter dem Departement Transversale Disziplinen werden diagnostische und therapeutische Leistungen zusammengefasst. Dazu zählen Röntgenaufnahmen, Auswertungen von Blut- und Gewebeproben, die Herstellung von Medikamenten und die Überwachung und Behandlung von Patienten auf der Intensivstation. Im Ambulanten Perioperativen Zentrum (APZ) werden Patientenabklärungen für geplante Eingriffe vor dem Spitaleintritt durchgeführt.

### Pflege, Soziales, Therapien
Ein Grossteil der Mitarbeitenden im Stadtspital Triemli ist im Departement Pflege, Soziales, Therapien tätig. Dazu zählen Pflege und Therapien in allen medizinischen Fachbereichen sowie der Sozialdienst.

## Kliniken, Institute und Abteilungen
Dem Spital sind verschiedene Kliniken, Institute und Abteilungen untergeordnet.

### Kliniken
- Viszeral-, Thorax- und Gefässchirurgie
- Herzchirurgie
- Allgemein-, Hand- und Unfallchirurgie
- Augenklinik
- Urologie
- MIT – Medizinisch Interdisziplinäre Tagesklinik
- Innere Medizin
- Kardiologie
- Rheumatologie
- Onkologie und Hämatologie
- Radio-Onkologie
- Frauenklinik
- Kinderklinik

### Institute
- Anästhesiologie und Intensivmedizin
- Radiologie und Nuklearmedizin
- Labormedizin
- Pathologie

### Abteilungen
- Endokrinologie und Diabetologie
- Pneumologie
- Gastroenterologie und Hepatologie
- Infektiologie, Spitalhygiene und Arbeitsmedizin
- Neurologie
- Palliative Care

## Multidisziplinäre Zentren
Das Stadtspital Triemli unterhält Kooperationen nach innen und aussen. Intern arbeiten Spezialgebiete fächerübergreifend (Experten-Boards, interdisziplinäre Sprechstunden) zusammen. Nach aussen kooperiert das Triemli mit Partnerspitälern, nachsorgenden Institutionen und der niedergelassenen Ärzteschaft.
Als Kompetenzzentren des Stadtspitals Triemli gelten insbesondere:
- Ambulantes Perioperatives Zentrum
- Ambulantes Zentrum Augenklinik
- Brustzentrum Triemli
- Darmkrebs- und Pankreaszentrum Triemli
- Gefässzentrum
- Gynäkologisches Krebszentrum
- Herzzentrum Triemli

Am Herzzentrum Triemli arbeiten Ärzte der Kardiologie und der Herzchirurgie zusammen und entscheiden das weitere Vorgehen gemeinsam.
- Interdisziplinäres Augenzentrum
- Medizinische Interdisziplinäre Tagesklinik
- Tumorzentrum Triemli
- Zentrum Frau, Mutter und Kind
- Zentrum für Schmerzmedizin (anästhesiologisch)

## Lehr- und Bildungsauftrag
Als öffentliches Spital ist das Triemli ein akademisches Lehrspital der Universität Zürich.
Dem damit verbundenen Lehr- und Bildungsauftrag wird mit Kursen, Vorlesungen und Lehrveranstaltungen, wozu auch die klinische Forschung und Entwicklung zu zählen sind, nachgekommen. Weitere mit dem Auftrag als Lehrspital verbundene Aufgaben des Triemli sind die Förderung des interdisziplinären Austauschs, der Wissenstransfer zwischen beruflicher Praxis und universitärer Theorie, Förderung der beruflichen Kompetenz angehender Fachkräfte und die vernetzte Zusammenarbeit mit anderen Spitälern und Bildungsinstitutionen.

## Berufe

### Mitarbeitende
Im Jahr 2018 waren 2'917 Mitarbeitende – davon 871 im Bereich Pflege und 1'243 in den medizinischen Fachbereichen im Spital beschäftigt. Unterstützung leisteten 140 Personen im Freiwilligeneinsatz mit individuellen Betreuungsaufgaben.

### Berufsausbildungen
Das Triemli ist nebst seinen Aufgaben als Lehrspital der Universität auch ein Ausbildungsspital.
Jährlich absolvieren rund 1'000 Lernende und Studierende ihre Ausbildungen und Praktika im Stadtspital Triemli.

### Weiterbildung und Fachschulen
Berufsbegleitende Weiterbildungen erfolgen in Intensivpflege und Reanimation, Anästhesie, Operationspflege und Notfallpflege. Als Spezialgebiete sind zudem Wundmanagement, Diabetesberatung und Schmerzbekämpfung im Lehrplan.

## Gebäude
Die Triemli-Anlage umfasst den Haupttrakt, das Ende März 2016 eröffnete Bettenhaus, die Krankenpflegeschule Zürich, das Altersheim und die Pflegewohnungsgruppen Triemlipark, die Fachbauten der Kliniken/Schulen, die Frauenklinik Maternité, das Zentrum Inselhof sowie drei Personalhochhäuser.

## Geschichte
Der Ursprung der beiden Stadtspitäler Waid und Triemli geht auf die grosse Spitalbettennot zurück, die in der ersten Hälfte des 20. Jahrhunderts unhaltbare Ausmasse annahm. Nachdem über mehrere Jahrzehnte hinweg keine politische Einigung möglich war, übernahm die Stadt Zürich mit den zwei schweizweit einmaligen Grossprojekten die Initiative.
Zur Versorgung der Region Zürich Nord eröffnete 1953 das Stadtspital Waid, 1970 folgte für die Bevölkerung links der Limmat das Stadtspital Triemli, das zudem auch überregionale Dienstleistungen erbringt.